# 로랑 그바그보
로랑 그바그보(프랑스어: Laurent Gbagbo, 1945년 5월 31일~)는 코트디부아르의 정치인이다.
아비장 대학교의 역사교수로 일했다. 2000년 대통령에 취임하여 2005년 10월 임기 종료 예정이었으나, 대선 실시를 연기하며 2010년까지 6차례 임기를 연장하였다. 2010년 12월 4일, 대선 패배를 불복하며 반군을 형성, 2011년 체포까지 대통령직을 주장하며 독자적으로 이어왔다.

## 젊은 시절
그바그보는 가그노아 근처 마마 마을에서 태어난 뒤 1979년에 파리 제7대학교에서 박사학위를 받았으며 1980년에 코코디-아비장 대학교(Université de Cocody-Abidjan)의 역사, 예술, 아프리카 고고학 연구소장이 되었다.
전국 연구 고등교육 노동조합의 회원으로 1974년 교육자 파업에 참가하였으며, 이 시기에 아이보리 대중전선(Front populaire ivoirien)의 전신을 만들었다. 같은 해에 프랑스로 추방되어 1988년 9월 13일에 코트디부아르로 돌아왔다. 1988년 11월 19일부터 20일까지 열린 아이보리 대중전선 헌법의회에서 당의 사무총장으로 당선되었다.
1990년 다당제 도입 후 그바그보는 10월에 열린 대통령 선거에서 펠릭스 우푸에부아니에 맞선 유일한 후보로 출마하여, 18.3%의 지지율을 얻었고 또한 11월의 의회 선거에서 당원 8명과 함께 국회의원이 되었다. 1992년 폭력을 선동한 혐의로 2년의 징역형을 선고받고 후에 풀려났다. 1995년에 그 해 열린 대통령 선거에 출마하지 않았으며, 1996년 우라가히오 지역의 국회의원으로 재선에 성공하였고 같은 해 아이보리 대중전선의 수장이 되었다. 1999년 7월 9일부터 11일까지 열린 아이보리 대중전선의 제3차 정기총회에서 그바그보는 2000년 10월에 열린 대통령 선거의 후보로 선출되었다. 2000년 10월 22일에 열린 선거에서 전직 대통령 로베르 게이를 물리치고 승리하여 10월 26일에 대통령이 되었다.
이에 게이는 자신의 지지 세력을 이끌고 내전을 벌이나 게이의 정규군은 그바그보의 민병대에게 패해 코트디부아르 서쪽인 라이베리아 국경 근처로 퇴각하였으며 2001년 화해 교섭이 열렸으나, 교섭은 좋지 않게 끝났다.
2002년, 코트디부아르 전 지역에서 반군이 일제히 봉기해 코트디부아르 내전이 일어났고 게이가 자신의 지반인 코트디부아르 서부와 우아타라 지지 세력이 강한 북부를 제압하는데 성공하자 그바그보는 자신의 지지 세력들을 이끌고 경제 수도인 아비장에서 게이를 가족과 함께 살해했다.
2007년 평화 협정 체결되었으나 남은 반군들의 무장 해체가 이루어지지 않았고 사실상 정부가 통제하는 남부와 반군이 통제하는 북부로 나뉘었다. 2010년 남북 통합 대선에서 알라산 우아타라에게 패배했으나 이에 불복하였다. 서아프리카 경제 공동체는 그바그보의 퇴임을 공식 요구하며 코트디부아르의 회원 자격을 중지했다. 2011년 3월에는 유엔 안전보장이사회가 그바그보 부부와 측근의 자금과 행동을 제한하는 안건을 통과시켰다. 이에 우아타라가 3월 28일 북부 반군들과 손을 잡고 대공세를 펴 전 국토의 90%를 장악하고 경제 수도인 아비장을 공격했다.
결국 2011년 4월 11일에 아비장 대통령궁 안의 지하 벙커에서 반군들에게 무력하게 체포되면서 실각했다.

## 역대 선거 결과
| 선거명      | 직책명                | 대수 | 정당             | 1차 득표율 | 1차 득표수  | 2차(무효) 득표율 | 2차(무효) 득표수 | 재선거 득표율 | 재선거 득표수 | 결과 | 당락 |
| ----------- | --------------------- | ---- | ---------------- | ---------- | ----------- | ---------------- | ---------------- | ------------- | ------------- | ---- | ---- |
| 1990년 선거 | 코트디부아르의 대통령 | 1대  | 아이보리인민전선 | 18.32%     | 548,441표   |                  |                  |               |               | 2위  | 낙선 |
| 2000년 선거 | 코트디부아르의 대통령 | 4대  | 아이보리인민전선 | 59.36%     | 1,065,597표 |                  |                  |               |               | 1위  |      |
| 2010년 선거 | 코트디부아르의 대통령 | 5대  | 아이보리인민전선 | 38.04%     | 1,756,504표 | 51.45%           | 2,054,537표      | 45.90%        | 2,107,055표   | 2위  | 낙선 |